# Бейкър (окръг, Флорида)
Вижте пояснителната страница за други значения на Бейкър.
Окръг Бейкър (на английски: Baker County) е окръг в щата Флорида, Съединени американски щати. Площта му е 1526 km², а населението - 28 283 души (2017). Административен център е град Макклени.